# Österreich-Rundfahrt 2007
Il Österreich-Rundfahrt 2007, cinquantanovesima edizione della corsa, si svolse dall'8 al 15 luglio su un percorso di 1246 km ripartiti in 8 tappe, con partenza da Mayrhofen e arrivo a Vienna. Fu vinto dal belga Stijn Devolder della Discovery Channel davanti all'austriaco Thomas Rohregger e allo sloveno Jure Golčer.

## Tappe
| Tappa  | Data      | Percorso                                                  | km    | Vincitore di tappa | Leader cl. generale |
| ------ | --------- | --------------------------------------------------------- | ----- | ------------------ | ------------------- |
| 1ª     | 8 luglio  | Mayrhofen > Mayrhofen                                     | 130,7 | Fabio Baldato      | Fabio Baldato       |
| 2ª     | 9 luglio  | Mayrhofen > Salisburgo                                    | 194,9 | Gerald Ciolek      | Gerald Ciolek       |
| 3ª     | 10 luglio | Salisburgo > Kitzbühel                                    | 183,8 | Thomas Rohregger   | Thomas Rohregger    |
| 4ª     | 11 luglio | Kitzbühel > Prägraten                                     | 183,7 | Björn Leukemans    | Thomas Rohregger    |
| 5ª     | 12 luglio | Lienz > Wolfsberg                                         | 207,1 | Gianni Meersman    | Thomas Rohregger    |
| 6ª     | 13 luglio | Wolfsberg > Semmering                                     | 194,4 | Gerrit Glomser     | Thomas Rohregger    |
| 7ª     | 14 luglio | Podersdorf am See > Podersdorf am See (cron. individuale) | 24,5  | Stijn Devolder     | Stijn Devolder      |
| 8ª     | 15 luglio | Podersdorf am See > Vienna                                | 128,5 | Gerald Ciolek      | Stijn Devolder      |
| Totale | Totale    | Totale                                                    | 1246  |                    |                     |

## Dettagli delle tappe

### 1ª tappa
- 8 luglio: Mayrhofen > Mayrhofen – 130,7 km

| Pos. | Corridore     | Squadra  | Tempo    |
| ---- | ------------- | -------- | -------- |
| 1    | Fabio Baldato | Lampre   | 2h49'32" |
| 2    | Gerald Ciolek | T-Mobile | s.t.     |
| 3    | Elio Rigotto  | Milram   | s.t.     |

| Pos. | Corridore           | Squadra    | Tempo    |
| ---- | ------------------- | ---------- | -------- |
| 1    | Fabio Baldato       | Lampre     | 2h49'22" |
| 2    | Gerald Ciolek       | T-Mobile   | a 1"     |
| 3    | Jurgen Van De Walle | Quick Step | a 5"     |

### 2ª tappa
- 9 luglio: Mayrhofen > Salisburgo – 194,9 km

| Pos. | Corridore        | Squadra   | Tempo    |
| ---- | ---------------- | --------- | -------- |
| 1    | Gerald Ciolek    | T-Mobile  | 4h45'08" |
| 2    | Steffen Radochla | Wiesenhof | s.t.     |
| 3    | Thomas Ziegler   | T-Mobile  | s.t.     |

| Pos. | Corridore        | Squadra   | Tempo    |
| ---- | ---------------- | --------- | -------- |
| 1    | Gerald Ciolek    | T-Mobile  | 7h34'18" |
| 2    | Fabio Baldato    | Lampre    | a 11"    |
| 3    | Steffen Radochla | Wiesenhof | a 16"    |

### 3ª tappa
- 10 luglio: Salisburgo > Kitzbühel – 183,8 km

| Pos. | Corridore             | Squadra  | Tempo    |
| ---- | --------------------- | -------- | -------- |
| 1    | Thomas Rohregger      | ELK Haus | 4h37'27" |
| 2    | Christian Pfannberger | ELK Haus | a 18"    |
| 3    | Jure Golčer           | Tenax    | a 47"    |

| Pos. | Corridore             | Squadra  | Tempo     |
| ---- | --------------------- | -------- | --------- |
| 1    | Thomas Rohregger      | ELK Haus | 12h11'57" |
| 2    | Christian Pfannberger | ELK Haus | a 33"     |
| 3    | Jure Golčer           | Tenax    | a 1'04"   |

### 4ª tappa
- 11 luglio: Kitzbühel > Prägraten – 183,7 km

| Pos. | Corridore       | Squadra   | Tempo    |
| ---- | --------------- | --------- | -------- |
| 1    | Björn Leukemans | Predictor | 5h03'45" |
| 2    | Gerrit Glomser  | Volksbank | a 32"    |
| 3    | Morris Possoni  | Lampre    | a 33"    |

| Pos. | Corridore             | Squadra  | Tempo     |
| ---- | --------------------- | -------- | --------- |
| 1    | Thomas Rohregger      | ELK Haus | 17h16'15" |
| 2    | Christian Pfannberger | ELK Haus | a 33"     |
| 3    | Jure Golčer           | Tenax    | a 1'04"   |

### 5ª tappa
- 12 luglio: Lienz > Wolfsberg – 207,1 km

| Pos. | Corridore        | Squadra           | Tempo    |
| ---- | ---------------- | ----------------- | -------- |
| 1    | Gianni Meersman  | Discovery Channel | 4h46'23" |
| 2    | Gabriele Bosisio | Tenax             | s.t.     |
| 3    | Andrea Tonti     | Quick Step        | a 9"     |

| Pos. | Corridore             | Squadra  | Tempo     |
| ---- | --------------------- | -------- | --------- |
| 1    | Thomas Rohregger      | ELK Haus | 22h11'25" |
| 2    | Christian Pfannberger | ELK Haus | a 33"     |
| 3    | Jure Golčer           | Tenax    | a 1'04"   |

### 6ª tappa
- 13 luglio: Wolfsberg > Semmering – 194,4 km

| Pos. | Corridore       | Squadra           | Tempo    |
| ---- | --------------- | ----------------- | -------- |
| 1    | Gerrit Glomser  | Volksbank         | 4h18'19" |
| 2    | Óscar Sevilla   | Relax-GAM         | s.t.     |
| 3    | Gianni Meersman | Discovery Channel | s.t.     |

| Pos. | Corridore             | Squadra  | Tempo     |
| ---- | --------------------- | -------- | --------- |
| 1    | Thomas Rohregger      | ELK Haus | 26h29'44" |
| 2    | Christian Pfannberger | ELK Haus | a 33"     |
| 3    | Jure Golčer           | Tenax    | a 1'04"   |

### 7ª tappa
- 14 luglio: Podersdorf am See > Podersdorf am See (cron. individuale) – 24,5 km

| Pos. | Corridore        | Squadra           | Tempo  |
| ---- | ---------------- | ----------------- | ------ |
| 1    | Stijn Devolder   | Discovery Channel | 28'12" |
| 2    | Ruslan Pidhornyj | Tenax             | a 51"  |
| 3    | Steffen Wesemann | Wiesenhof         | a 52"  |

| Pos. | Corridore        | Squadra           | Tempo     |
| ---- | ---------------- | ----------------- | --------- |
| 1    | Stijn Devolder   | Discovery Channel | 26h59'29" |
| 2    | Thomas Rohregger | ELK Haus          | a 1'04"   |
| 3    | Jure Golčer      | Tenax             | a 1'13"   |

### 8ª tappa
- 15 luglio: Podersdorf am See > Vienna – 128,5 km

| Pos. | Corridore       | Squadra    | Tempo    |
| ---- | --------------- | ---------- | -------- |
| 1    | Gerald Ciolek   | T-Mobile   | 2h48'47" |
| 2    | Marco Zanotti   | Unibet.com | s.t.     |
| 3    | Robert Retschke | Wiesenhof  | s.t.     |

| Pos. | Corridore        | Squadra           | Tempo     |
| ---- | ---------------- | ----------------- | --------- |
| 1    | Stijn Devolder   | Discovery Channel | 29h48'16" |
| 2    | Thomas Rohregger | ELK Haus          | a 1'04"   |
| 3    | Jure Golčer      | Tenax             | a 1'13"   |

## Classifiche finali

### Classifica generale
| Pos. | Corridore             | Squadra           | Tempo     |
| ---- | --------------------- | ----------------- | --------- |
| 1    | Stijn Devolder        | Discovery Channel | 29h48'16" |
| 2    | Thomas Rohregger      | ELK Haus-Simplon  | a 1'04"   |
| 3    | Jure Golčer           | Tenax-Menikini    | a 1'13"   |
| 4    | Christian Pfannberger | ELK Haus-Simplon  | a 1'25"   |
| 5    | Ruslan Pidhornyj      | Tenax-Menikini    | a 1'41"   |
| 6    | Óscar Sevilla         | Relax-GAM         | a 2'40"   |
| 7    | Gerrit Glomser        | Volksbank         | a 3'22"   |
| 8    | Vasili Kiryienka      | Tinkoff           | a 3'53"   |
| 9    | Jurgen Van Goolen     | Discovery Channel | a 4'31"   |
| 10   | Andreas Ortner        | ARBÖ Resch & Fr.  | a 4'32"   |